# Королевский секрет

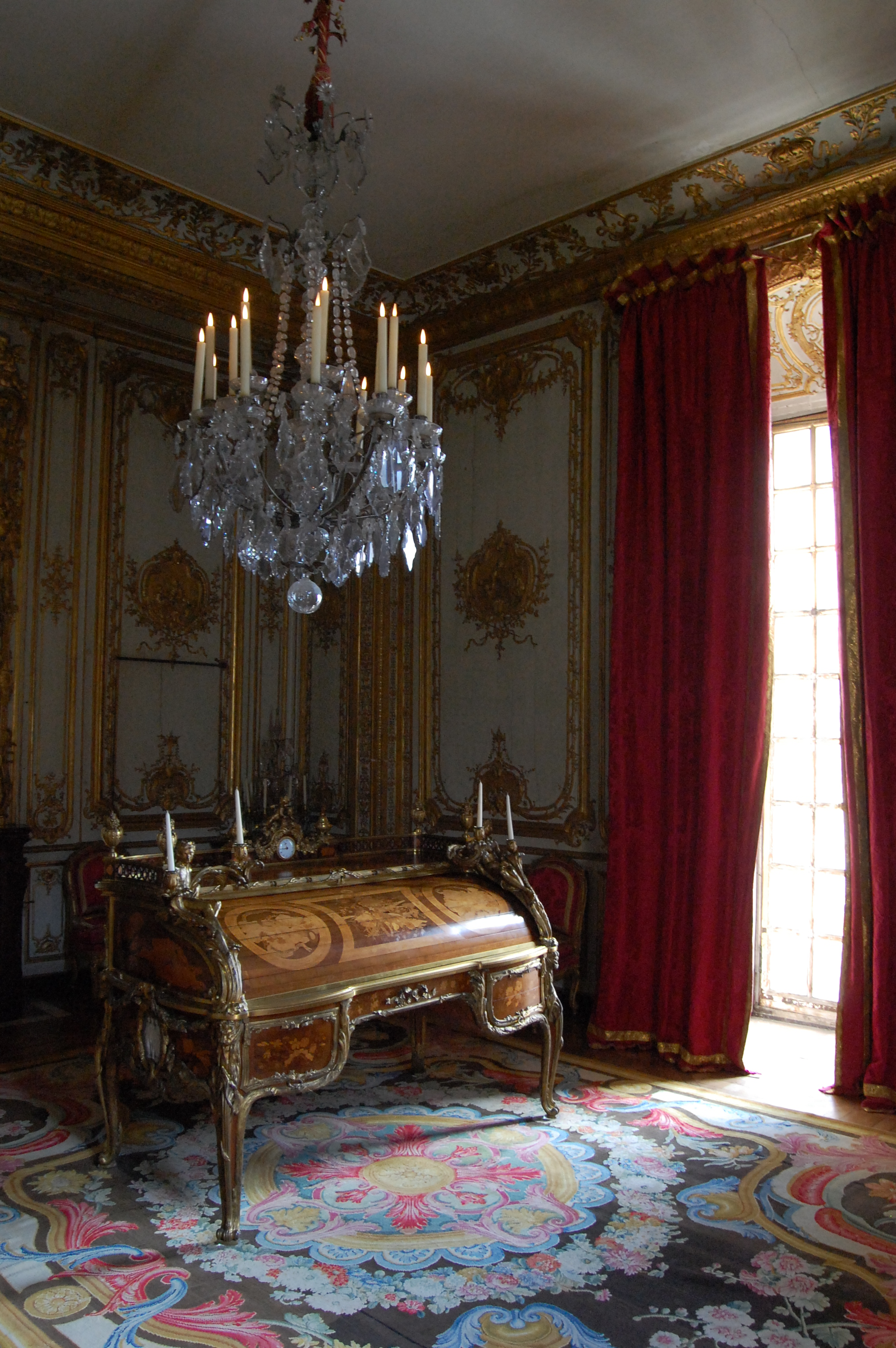
Бумаги Королевского секрета хранились в потайных ящичках «Королевского бюро Людовика XV» (Bureau du Roi), единственный ключ от этого бюро король носил с собой

Королевский секрет (фр. Secret du Roi) — тайная разведывательная сеть агентов французского короля Людовика XV, действовавшая с 1745 по 1774 годы. Перед тайными дипломатами ставилось решение тех задач, которые по тем или иным причинам нельзя было ставить перед внешнеполитическим ведомством. К таковым относилась, к примеру, подготовка избрания принца де Конти на польский престол. 
Одним из наиболее загадочных деятелей Королевского секрета был шевалье д'Эон, появлявшийся в разных европейских столицах то как мужчина, то как женщина. В 1749 году среди агентов «секрета» числился не менее загадочный граф Сен-Жермен.

## Задачи Королевского секрета в отношении России
С определённой долей вероятности можно утверждать, что в отношении России перед Королевским Секретом ставились задачи деструктивного характера. Об этом свидетельствуют, в частности, следующие цитаты:
- Маркиз де Брольи, руководитель Королевского секрета: Что до России, то мы причислили ее к рангу европейских держав только затем, чтобы исключить потом из этого ранга и отказать ей даже в праве помышлять о европейских делах… Пусть она впадет в летаргический сон, из которого ее будут пробуждать только внутренние смуты, задолго и тщательно подготовленные нами. Постоянно возбуждая эти смуты, мы помешаем правительству московитов помышлять о внешней политике».[2]

- Король Людовик XV в секретной депеше петербургскому агенту: Вы, конечно, знаете, и я повторяю это предельно ясно, что единственная цель моей политики в отношении России состоит в том, чтобы удалить ее как можно дальше от европейских дел. Все, что может погрузить ее в хаос, прежнюю тьму, мне выгодно.»[3]